# Ursula Meyer (Kunsthistorikerin)
Ursula Meyer (* 27. März 1923 in Stettin; † 1. September 1969 in Greifswald) war eine deutsche Kunsthistorikerin und Malerin. Sie war Leiterin des Museums der Stadt Greifswald.

## Leben
Ursula Meyer war die Tochter von Hans Meyer († 1943), Prokurist in der Elisium-Brauerei Stettin, und dessen Frau Else, geborene Bunzel. Gegen Ende des Zweiten Weltkriegs gelangte die Mutter mit Ursula und ihrem Bruder Hans-Joachim durch Flucht und Vertreibung nach Grimmen. Dort holte sie ihr Abitur nach und engagierte sich im Kulturbund zur demokratischen Erneuerung Deutschlands. Von 1952 bis 1956 absolvierte sie ein Studium am Institut für Kunsterziehung der Ernst-Moritz-Arndt-Universität Greifswald, das sie mit dem Staatsexamen abschloss. Anschließend setzte sie ihr Studium am Institut für Kunstgeschichte fort und beendete es 1958 mit dem Diplom. Zu ihren Lehrern gehörten Herbert Wegehaupt, Herbert Schmidt-Walter und Classen.
Nach einem Jahr als wissenschaftliche Mitarbeiterin im Feudalmuseum Wernigerode kehrte sie 1959 nach Greifswald zurück, wo sie die Leitung des Stadtmuseums übernahm. Hier organisierte sie unter anderem Ausstellungen mit Otto Niemeyer-Holstein, Gabriele Mucchi, Fritz Cremer und Wieland Förster. Sie gab mehrere Ausstellungskataloge heraus und war Mitredakteurin des Greifswald-Stralsunder Jahrbuchs. Ab 1962 lehrte sie daneben am Caspar-David-Friedrich-Institut.
Seit 1956 widmete sie sich selbst der Malerei. Neben Porträts und Stillleben entstanden Landschaftsbilder unter anderem von Küstenlandschaften auf Rügen und dem Darss sowie von Motiven der Insel Usedom. Sie stellte ihre Werke in Berlin, Stralsund, Magdeburg, Greifswald und Rostock aus.
1969 starb Ursula Meyer an Leukämie.

## Schriften

### Ausstellungskataloge
- Greifswalder Maler des späten 18. und frühen 19. Jahrhunderts. Gemälde, Graphik. Museum der Stadt Greifswald, 1963.
- Kunst und Kunsthandwerk. 13. bis 19. Jahrhundert im Museum der Stadt Greifswald. Museum der Stadt Greifswald, 1965.
- Mensch und Landschaft Nordostdeutschlands. Gemälde, Grafik. Museum der Stadt Greifswald, 1967.
- Junge Künstler des Bezirkes Rostock. Malerei, Grafik. Ostseedruck, Greifswald, 1968.

### Aufsätze
- Zur Geschichte des Museums der Stadt Greifswald. In: Greifswald-Stralsunder Jahrbuch. Bd. 2 (1962), S. 207–222.
- Die Küstenlandschaft in der Malerei. In: Reisehandbuch Ostseeküste. Brockhaus, Leipzig 1963, S. 60–62.
- Ein italienisches Skizzenbuch Wilhelm Titels im Besitz des Museums der Stadt Greifswald.  In: Greifswald-Stralsunder Jahrbuch. Bd. 3 (1963), S. 153–162.
- Die Sammlung der Handzeichnungen Caspar David Friedrichs im Museum der Stadt Greifswald. In: Greifswald-Stralsunder Jahrbuch. Bd. 9 (1970), S. 7–8.

## Ausstellungen
- 1966: Club der Kulturschaffenden „Johannes R. Becher“, Berlin
- 1966: Kulturhistorisches Museum Magdeburg
- 1966: Kulturhistorisches Museum Stralsund
- 1970: Rostock[2]
- 2013: Rathaus Greifswald[3]